# Tanggulkundung
Tanggulkundung is een bestuurslaag in het regentschap Tulungagung van de provincie Oost-Java, Indonesië. Tanggulkundung telt 3469 inwoners (volkstelling 2010).